# Cyphostemma vanmeelii
Cyphostemma vanmeelii är en vinväxtart som först beskrevs av Lawalrée, och fick sitt nu gällande namn av Hiram Wild och Drumm.. Cyphostemma vanmeelii ingår i släktet Cyphostemma och familjen vinväxter. Inga underarter finns listade i Catalogue of Life.